# 창웨이
창웨이(중국어 간체자: 强卫, 정체자: 強衛, 병음: Qiáng Wèi, 1953년 3월 ~ )는 중화인민공화국의 정치인이다. 칭하이성 중국 공산당 당위원회 서기이다.

## 생애
장쑤성 우시시 출신이다. 1975년 중국 공산당에 입당했다. 중국과학기술대학에서 경제경영학을 전공했다. 중국인민해방군 푸젠기지에서 군수 기계수리소 전사와 베이징화공공장 노동자, 베이징화학시험연구소6실 부주임과 부소장, 베이징화학공업 당위원회 서기를 지냈다.
1987년 6월, 공청단 베이징 시위원회 서기를 맡았고 1990년 중국공산당 베이징시 스징산구 위원회 서기와 구위원회 상무위원회 주임을 지냈다.  1992년 중국공산당 베이징시 상무위원으로 선출되었고 1993년 제이징시 시위원회 건설위원회 서기를 맡았다.  1994년 중국공산당 베이징시 시위원회 선전부 부부장을 지냈다.
1996년 3월부터 베이징시 시위원회 정치법률위원회 서기 겸 베이징시 공안국 국장을 역임했다. 칭화대학 학생 주링 독극물 중독 사건이 발생했을 때 베이징시 정법위 서기였던 창웨이는 베이징시 고급인민법원과 시감찰원, 시공안국의 이루어진 3대 기관 회의를 소집하고 사건을 유야무야한 것으로 알려졌다. 2001년 창웨이는 중국공산당 베이징시 시위원회 부서기 겸 정법위 서기로 임명되었고 2006년 베이징시 시위원회 부서기와 기율검사위원회 서기, 정법위 서기를 역임했다.
2007년 중국공산당 칭하이성 성위원회 서기와 칭하이성 인민대표대회 상무위원회 주임으로 선출되었고 2012년 중국공산당 칭하이성 제12기 위원회 제1차 전체회의에서 성위원회 서기로 선출되었다. 2013년 칭하이성 제12기 인민대표대회에서 칭하이성 인민대표대회 상무위원회 주임이 되었다. 2013년부터 2016년까지 중국공산당 장시성 성위원회 서기를 역임했다.
2016년 7월, 제12기 전국인민대표대회 제21차 회의에서 창웨이는 전국인민대표대회 내무사법위원회 부주임으로 선출되었고 2018년 1월 제13기 전국정협위원이 되었다. 2018년 3월에는 전국정협 사회 및 법률제정위원회 부주임이 되었다.